# Finn Pedersen
Finn Pedersen (Roskilde, 30 de julio de 1925-Roskilde, 14 de enero de 2012) fue un deportista danés que compitió en remo.
Participó en dos Juegos Olímpicos de Verano en los años 1948 y 1956, obteniendo una medalla de oro en Londres 1948 en la prueba de dos con timonel. Ganó tres medallas en el Campeonato Europeo de Remo entre los años 1947 y 1954.

## Palmarés internacional
| Juegos Olímpicos   | Juegos Olímpicos         | Juegos Olímpicos  | Juegos Olímpicos |
| Año                | Lugar                    | Medalla           | Prueba           |
| ------------------ | ------------------------ | ----------------- | ---------------- |
| 1948               | Londres (Reino Unido)    | Medalla de oro    | Dos con timonel  |
| Campeonato Europeo |                          |                   |                  |
| Año                | Lugar                    | Medalla           | Prueba           |
| 1947               | Lucerna (Suiza)          | Medalla de bronce | Dos con timonel  |
| 1953               | Copenhague (Dinamarca)   | Medalla de bronce | Dos sin timonel  |
| 1954               | Ámsterdam (Países Bajos) | Medalla de oro    | Dos sin timonel  |